# بخش کاندالاکشسکی
بخش کاندالاکشسکی (انگلیسی: Kandalakshsky District) یکی از شهرستان‌های استان مورمانسک کشور روسیه است.